# Arthur de Connaught
Pour les articles homonymes, voir Arthur de Connaught et Strathearn et Connaught.
Le prince Arthur de Connaught, né le 13 janvier 1883 et mort le 12 septembre 1938, est un membre de la famille royale britannique. Il exerce les fonctions de 3e gouverneur général d'Afrique du Sud de 1920 à 1924.

## Biographie
Petit-fils de la reine Victoria du Royaume-Uni et du prince consort Albert, il est le fils unique du prince Arthur, duc de Connaught et Strathearn, et de la princesse Louise-Marguerite de Prusse.

### Mariage

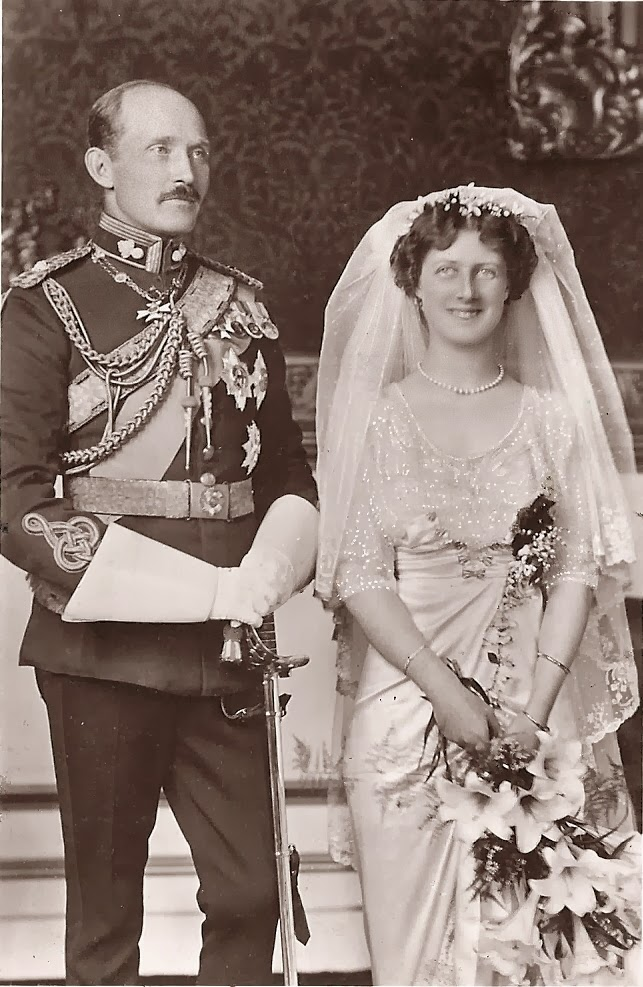
Arthur de Connaught et Alexandra, duchesse de Fife, le jour de leur mariage.

Il épouse le 12 octobre 1913 sa cousine Alexandra Duff, fille d'Alexander Duff et de Louise du Royaume-Uni, dont il a un enfant :
- Alastair (né le 9 août 1914 et décédé au Canada, le 26 avril 1943[1]), il succède à son grand-père comme 2e duc de Connaught et Strathearn[1]. À sa mort le titre de duc s'éteint[1].

## Titulature
- 1883-1938 : Son Altesse Royale le prince Arthur de Connaught
  - 1920-1924 : Son Altesse Royale le prince Arthur de Connaught, gouverneur général d'Afrique du Sud

Armoiries du prince Arthur de Connaught

## Distinctions
- Chevalier grand-croix de l'ordre royal de Victoria (GCVO), 1899
- Chevalier de la Jarretière (KG), 1902
- Chevalier de l'ordre du Chardon (KT), 1913
- Chevalier de l'ordre de Saint-Patrick (KP)
- Compagnon de l'ordre du Bain (CB), 1915
- Chevalier grand-croix de l'ordre de Saint-Michel et Saint-Georges (GCMG), 1918
- Bailli grand-croix du très vénérable ordre de Saint-Jean
- Chevalier grand-croix de l'ordre de Saint-Olaf
- Ordre du Chrysanthème, 1906
- Notices d'autorité :   - VIAF
  - ISNI
  - BnF (données)